# Den svensk-norske krig (1814)
Den svensk-norske krig i 1814 blev udkæmpet mellem Sverige og Norge i sommeren 1814. Krigen endte med, at Norge gik ind i en personalunion med Sverige, men med sin egen grundlov og nationalforsamling. Krigen var den sidste mellem de to lande.

## Baggrund
Ved Freden i Kiel måtte kongen af Danmark-Norge afstå Norge til kongen af Sverige som følge af, at rigerne var på den tabende side i Napoleonskrigene. Aftalen blev imidlertid ikke accepteret af nordmændene. Statholderen, kronprins Christian Frederik, stillede sig i spidsen for et oprør. Han indkaldte 21 af landets fornemmeste mænd til rådslagning på Eidsvoll verk den 16. februar. De rådede ham til ikke at gribe magten i kraft af sin arveret til Norges trone men i stedet erklære sig som regent og indkalde en grundlovgivende forsamling. Efter valg i marts mødtes 112 mænd fra Sydnorge til Riksforsamling på Eidsvoll den 10. april. Efter fem uger vedtog de grundloven af 17. maj, erklærede selvstændighed og valgte Christian Frederik til norsk konge. Som leder for den nye stat forsøgte han at få støtte fra stormagterne, især fra Storbritannien. De allierede diplomater, som kom til Norge for at forhandle, gav imidlertid ikke noget håb om selvstændighed.
Den norske stat under sin regent og konge havde fået arbejdsro foråret og forsommeren 1814 til at etablere sig og udforme sin grundlov, fordi Sveriges kronprins Karl Johan og hans svenske hovedstyrke måtte deltage med sine allierede i slutkampen mod kejser Napoleon. Men i juni var de tilbage i Sverige, og uden støtte fra andre magter måtte Norge forberede sig på en ventet svensk invasion for at fremtvinge Kiel-traktatens bestemmelse om Norges afståelse til kongen af Sverige. Begge lande brugte sommeren til at mobilisere sine væbnede styrker, Sverige for invasion i Norge, Norge for at styrke forsvaret.

## Feltherrer og rådgivere
- Carl XIV Johan – svensk general og kronprins, tidligere fransk marskalk
- Magnus Fredrik Ferdinand Björnstjerna – svensk general
- Johannes Klingenberg Sejersted – norsk generalmajor
- Frederik Gottschalk von Haxthausen – norsk finansminister og overhofmarskalk

### Den svenske hær
De svenske styrker bestod af ca. 45.000 mand.
| Under ledelse af Karl Johan i Bohuslän: - generalmajor Posses 1. arméfordeling - generalløjtnant Boijes 3. arméfordeling | Under ledelse af feltmarskalk von Essen i Dalsland: - generalløjtnant Sandels's 2. arméfordeling - generalmajor Mörners 4. arméfordeling - generalmajor Rosenblads 5. arméfordeling | - oberst Gahns brigade i Värmland - oberst Ecks brigade i Jämtland |

### Den norske hæren
Søndenfjelds stod der vel 20.000 mand felttropper, nordenfjelds omkring 2.000 mand, og som besætningstropper på fæstninger og skanser omkring 10.000 mand.

#### I første linje
Som bevogtning:
- oberstløjtnant Stabells korps med ca. 3 900 mand fra Fredriksten til Krokfoss
- oberstløjtnant Krebs's korps med ca. 2 900 mand fra Krokfoss til Kongsvinger

#### I anden linje
Den egentlige forsvarsstilling bag Glomma og Øyeren:
- generalmajor Staffeldts brigade med ca. 4.300 mand mellem Fredrikstad og Øyeren
- oberst Hegermanns brigade med ca. 4.800 mand mellem Øyeren og Kongsvinger

#### Som reserve
- generalmajor Arenfeldts brigade med ca. 4.200 mand mellem Moss og Christiania

#### Andre afdelinger
- oberst Rodes brigade med ca. 1.300 mand i Elverum
- generalmajor Mejlænders brigade med ca. 1.950 mand i egnen omkring Vallø og Tønsberg
- oberst Kaalunds kystforsvarsafdelinger langs Kristianiafjorden
- ca. 2.000 mand i Trøndelag
- kystbatterierne ved Slevik, Drøbak, Svelvik og Vallø, samt de faste batterier ved Onstadsund og Langenes med landeværn og virkelige artillerister
- depot-, landeværns- og fribataljonsafdelinger i Bergen og Kristiansand

#### Flåden
- kommandørkaptajn Fastings styrke på 40 kanonbåde og -joller ved Hvaler
- resten af flåden (7 brigger og 110 kanonbåde) lå spredt langs hele kysten

#### Fæstningsgarnisonene
- Fredriksten med 900 mand
- Fredrikstad med 1.400 mand
- Blaker skanse med 600 mand
- Kongsvinger med 1.200 mand
- Elverum skanser med 420 mand
- Akershus med 600 mand
- Fredriksværn med 600 mand

## Krigen
Den norske hær bestod af omkring 30.000 mand og havde taget stilling et godt stykke fra grænsen for ikke at blive omgået. Den norske marine havde ingen større fartøjer, nogen få mindre, og et stort antal kanonbåde. De fleste af dem var stationerede på Hvaler, nær Sverige.
Den svenske hær bestod af 45.000 mand, erfarne og vel udstyrede soldater. Den svenske marine havde et antal større fartøjer og kapacitet til at flytte og landsætte tropper.
Fjendtlighederne startede den 26. juli med et hurtigt svensk marineangreb mod de norske kanonbåde ved Hvaler. De norske fartøjer trak sig tilbage mod Vestfold for at undgå at blive nedkæmpede af den overlegne fjende, og de deltog ikke i kamphandlingerne gennem resten af krigen. Men dermed lå kysten af Østfold åben for svenskerne, som hurtigt besatte Hvaler. Nogen dage forsinket på grund af vindstille kunne den svenske marine uhindret forcere indløbet til Fredrikstad og landsætte 6.000 mand, som besatte Kråkerøy uden at møde modstand. De fåtallige norske styrker trak sig tilbage til Fredrikstad. Byen og fæstningen var forsvarsløs mod angreb fra søsiden af kanonbatterier på Kråkerøy. Det svenske hovedangreb på Fredrikstad fandt sted den 3. august med et kraftig bombardement fra Kråkerøy. Allerede næste dag måtte kommandanten Nils Christian Frederik Hals overgive fæstningen. Svenskerne indtog byen, og Karl Johan etablerede sit hovedkvarter der.
Mens den svenske marine indtog Fredrikstad, indsatte den svenske hær sit hovedangreb over grænsen ved Halden og omringede fæstningen Fredriksten. Hovedstyrken fortsatte nord over som led i en knibtangsmanøvre mod hoveddelen af de norske styrker, som lå ved Rakkestad, hvor Christian Frederik havde sit hovedkvarter.
Omkring Kongsvinger var styrkerne mere ligeværdige, og den norske hær stoppede den svenske fremrykning. Sejren ved Matrand den 5. august var det eneste norske i en række tilbagetrækninger og tab. Den 3. august kom Christian Fredrik til fronten i Østfold og lod sig overtale til at ændre strategi; ved Rakkestad havde den norske hær omkring 6.000 mand, og de kunne bruges i et modangreb. Ordre til modangreb blev givet den 5. august, men tilbagekaldt blot nogen timer senere. De norske styrker rømmede så landet øst for Glomma ved Langnes ved Askim. Det sidste større slag i krigen stod den 9. august ved brohovedet ved Langnes, hvor de svenske styrker blev slået tilbage med store tab således, at de norske kunne gennemføre en ordnet retræte.
Det var meldingen om Fredrikstads fald, som fik Christian Frederik til at trække styrkerne tilbage og ikke iværksætte modangreb, imod råd fra sine generaler. Den 6. august angreb svenskerne Rakkestad, og de norske styrker måtte trække sig tilbage med tab. Christian Frederik var nu klar over, at krigen var tabt og var indstillet på at undgå videre blodsudgydelse og snarest mulig slutte fred. Et nyt hovedkvarter blev etableret på Spydeberg prestegård den 7. august.
Der fik kongen omtrent samtidig to vigtige meldinger: Fra Fredrikshald kom en delegation med brev fra kronprins Karl Johan, som tilbød nordmændene forhandlinger om fred med accept for Eidsvollsgrundloven med de forandringer, som var nødvendige for en union med Sverige, hvis Christian Frederik ville abdicere. Samme dag fik han melding om, at de norske styrker havde vundet på Kongsvinger-fronten ved Matrand og Skotterud den 5. august. Det gav ham tro på, at han kunne opnå en ærefuld fred. Nordmændene havde sat sig i respekt, og Karl Johan måtte indse, at det ville koste for meget at erobre Norge med våbenmagt.
Det er ikke kendt hvor mange nordmænd og svenskere som døde som følge af krigen. En sådan oversigt er vanskelig at skaffe, fordi få døde direkte i krigshandlingerne. De fleste døde senere af krigsskader eller endda oftere som følge af de uhygiejniske forhold i felten. Den 19. oktober 1814 blev 27 soldater lagt i en fælles grav ved Spydeberg kirke, dødsdatoerne varierede fra 15. august til 7. oktober, altså alle efter, at våbnene var nedlagte.

## Fredsforhandlinger
I norsk statsråd på Spydeberg præstegård blev situationen gennemgået den 8. august. At stoppe svenskerne blev anset som nytteløst, og hæren havde kun proviant til et par uger. For den norske regering var det nok mere et spørgsmål om at få en bedst mulig forhandlingsposition; uden støtte af stormagterne var selvstændigheden i alle tilfælde tabt. Ved at godtage forhandlinger efter sejrene ved Kongsvinger og Langnes var de i en situation, hvor de kunne undgå en betingelsesløs kapitulation. Christian Frederik skrev samme dag to brev til Karl Johan, hvori han accepterede det svenske tilbud om forhandlinger og redegjorde for sit standpunkt og de betingelser, som måtte stilles fra norsk side. Den 9. august blev de sendt til Karl Johan med Carsten Tank som budbringer.
Ved våbenstilstanden blev der trukket en demarkationslinje, som gik i fra Son til Spydeberg og Hovi til Glomma. De norske styrker blev trukket tilbage til denne linje, mens de svenske styrker ble stående i sine stillinger.

## Mossekonventionen
Christian Frederik med regering og rådgivere kom til Moss den 10. august og indtog hovedbygningen på Moss Jernverk, som senere blev kaldt Konvensjonsgården. Der modtog de samme dag Karl Johans adjudant og den svenske forhandler, general Magnus Björnstjerna. Han forhandlede ikke direkte med Christian Frederik, som svenskerne ikke anerkendte som norsk konge, kun med hans statsråder Niels Aall og Jonas Collett. Da de om aftenen den 13. august var blevet enige om hovedindholdet i aftalen, blev det meldt til Karl Johan, som samme nat sendte generalløjtnant Anders Fredrik Skjöldebrand til Moss for at deltage i slutforhandlingerne. Størst uenighed var der i spørgsmålet om Christian Frederiks ubetingede tronfrasigelse, som han måtte godtage, og om at finde en formulering som indebar, at unionen ikke skulle indgås som følge af Kiel-traktaten men af traktaten, som blev indgået på Moss. På dette punkt stod de norske forhandlere urokkeligt fast. Parterne kom til enighed om en formulering, som undlod at erklære den svenske konge som norsk konge før, at han var valgt af Stortinget. Det norske statsråd skulle indtil videre overtage den udøvende myndighed og undertegne sine beslutninger "paa allerhøieste Befaling". Dette var en formulering, som nordmændene kunne godtage, da den ikke indebar, at Sveriges konge allerede 14. januar var blevet Norges konge.
Efter forhandlingerne indgik parterne den 14. august en aftale om våbenstilstand på visse vilkår. Christian Frederik (i aftalen blot tituleret som prins, ikke konge), skulle overlade den udøvende magt til sin regering og indkalde Stortinget senest den 7. oktober for at lare de ændringer i Grundloven, som en personalunion med Sverige gjorde nødvendige. Det blev også sat en frist for at slutføre revisionen af grundloven, med mulighed for forlængelse, før fjendtlighederne eventuelt skulle genoptages.
Mellem hærene blev der trukket en demarkationslinje, som ikke måtte overskrides, den samme som frontlinjen den 14. august. Det blev også aftalt, at den ubesejrede Fredriksten fæstning som pant på, at traktaten ville blive overholdt fra norsk side, straks skulle overleveres til de svenske tropper på ærefulde vilkår: "Garnisonen skal gaa ud af Fæstningen med Vaaben og Bagage og alle militære Honneurs".

## Afslutning
Mossekonventionen markerede afslutningen på den sidste krig mellem Norge og Sverige. Christian Frederik opfyldte loyalt vilkårene i aftalen og instruerede amtmænd og biskopper om at gennemføre valg til Det overordentlige Storting, som trådte sammen den 7. oktober. Den 10. oktober frasagde han sig kongemagten i et møde med en delegation fra Stortinget på Bygdøy Kongsgård og rejste umiddelbart til Danmark. Han oplevede at være konge af to forskellige riger – i Norge fra 19. maj til 10. oktober 1814, i Danmark fra 1839 til 1848 som Christian VIII.
Under tidspres klarede Stortinget at vedtage den reviderede grundlov den 4. november 1814, og samme dag blev Karl XIII valgt til konge af Norge. Kronprins Karl Johan havde nået sit mål, unionen mellem Sverige og Norge var et faktum, formelt mellem to ligeværdige stater i personalunion.
Norge fik i hovedsagen beholde Grundloven af 17. maj. Landet måtte opgive uafhængigheden, som var proklameret i § 1, men bestod som selvstændig rige efter § 1 i den nye grundlov.
For den menige nordmand virkede krigen dårlig forberedt og dårligt kæmpet; det gik ud over Christian Frederik og den norske general og statsminister Haxthausen, sidstnævnte blev beskyldt for forræderi.